# Mud – Kein Ausweg
Mud – Kein Ausweg (Originaltitel: MUD) ist ein US-amerikanisches Filmdrama von Jeff Nichols aus dem Jahr 2012 mit Tye Sheridan, Matthew McConaughey und Reese Witherspoon in den Hauptrollen. Es handelt von zwei Jungen, die sich auf einer Flussinsel mit dem flüchtigen Verbrecher Mud anfreunden.

## Handlung
Der 14-jährige Ellis und sein ungefähr gleichaltriger Freund Neckbone wohnen in einer ärmlichen Gegend am Mississippi. Eines Tages begeben sie sich mit ihrem Motorboot aus Neugier auf eine einsame Insel in dem Fluss. Dort begegnen sie zufällig dem vor der Polizei flüchtigen, bewaffneten Mann Mud. Sie erfahren von ihm, dass er einen Mann erschossen hat, der Muds Freundin Juniper schlecht behandelt hatte. Er lässt die beiden an Juniper Nachrichten überbringen, in denen er sie dazu auffordert, mit ihm in Richtung Golf von Mexiko zu fliehen. Sie wohnt in einem Motel und wird von Kopfgeldjägern beobachtet, die Mud töten wollen und ihm dazu vor dem Motel auflauern. Mud lässt die beiden Jungs außerdem Baumaterial zur Reparatur und Wiederinbetriebnahme eines beschädigten Motorboots beschaffen, das einst auf der Insel gestrandet ist. Zudem lässt er die beiden seinen alten Freund Tom darüber informieren, dass Mud auf der Insel ist. Für Ellis wird Mud zu einem väterlichen Freund und zu einem Vorbild bezüglich des Umgangs mit Frauen. Jedoch erfährt Ellis bald von Juniper und Tom, dass Mud ihr keineswegs so treu war wie von ihm behauptet. Er fühlt sich deswegen von Mud belogen und konfrontiert ihn damit auf der Insel. Als er sich wutentbrannt von Mud entfernt, fällt er auf der Insel in eine Schlangengrube und wird von einer Schlange gebissen. Mit Neckbones Hilfe bringt Mud den verletzten Ellis in ein Krankenhaus, wodurch sein Leben gerettet wird. Jedoch werden dadurch auch die Kopfgeldjäger auf Mud und Ellis aufmerksam. Daraufhin lauern sie, mit Gewehren bewaffnet, Mud an dem Hausboot auf, in dem Ellis mit seinen Eltern wohnt und in dessen Nähe Tom wohnt. Mit Toms Hilfe gelingt es Mud, die Kopfgeldjäger zu erschießen und in den Fluss zu flüchten. Während Ellis den Abriss seines Hausboots betrauert, der auch wegen der Trennung seiner Eltern nötig wird, und in ein neues Wohngebiet zieht, erreicht der angeschossene Mud mit Tom auf dem reparierten Motorboot die Mündung des Mississippi ins offene Meer.

## Hintergrund
An der Realisierung von Mud waren die Filmproduktionsgesellschaften Brace Cove Productions und FilmNation Entertainment beteiligt.
Der Film wurde erstmals am 26. Mai 2012 auf den Internationalen Filmfestspielen von Cannes dem Publikum präsentiert. Des Weiteren war er am 19. Januar 2013 auf dem Sundance Film Festival zu sehen. Der US-amerikanische Kinostart des Films erfolgte am 26. April 2013. In den deutschen Kinos war er nicht zu sehen.

## Synchronisation
Die deutsche Synchronfassung des Filmes entstand bei der Synch! Synch! Kino- & TV-Synchronisation GmbH in Hamburg, unter der Dialogregie und nach einem Buch von Angelika Scharf.
| Rolle    | Deutscher Sprecher |
| -------- | ------------------ |
| Mud      | Benjamin Völz      |
| Juniper  | Manja Doering      |
| Ellis    | Flemming Stein     |
| Neckbone | Sven Nowatzky      |
| Tom      | Frank Glaubrecht   |
| Senior   | –                  |
| Mary Lee | Elena Wilms        |
| Galen    | Tobias Schmitz     |
| King     | –                  |
| Carver   | Robert Missler     |

## Kritiken
Auf der Website Rotten Tomatoes erreichte der Film bei 98 Prozent der Rezensenten eine positive Bewertung.
Der Film-Dienst vergab vier von fünf möglichen Sternen und lobte das Werk als einen „von großer Liebe zu den Charakteren und dem Handlungsort“ getragenen Film. „Ein außergewöhnliches Drehbuch und ein von einem herausragenden Matthew McConaughey angeführtes Ensemble tragen gleichermaßen zu einem erzählerischen Meisterwerk bei, das in seiner Atmosphäre an die Werke Mark Twains erinnert.“

## Auszeichnungen
- Robert Altman Award bei den 29. Independent Spirit Awards Regisseur, Casting und die Leistung des Ensembles.[7]
- Grand Prix der Belgian Film Critics Association.
- Mud erschien auf der Liste der Top Ten Independent Filme des Jahres 2013 der National Board of Review Awards.